# La Une
La Une (en català La Una, en el sentit de La Primera) és un canal de televisió való, propietat del grup belga públic Radio-Télévision belge de la Communauté Française (Ràdio-Televisió belga de la Comunitat francesa; en sigles RTBF).
El canal data ja del 1953 i és prou conegut el primer programa que va emetre: el coronament de la Reina Elizabeth II del Regne Unit.
La primera estació regional de la RTF, coneguda aleshores com a Télé-Lille, començà les emissions el 10 d'abril del 1950, amb dues hores diàries de programació per a Lilla i els seus voltants. El senyal de Télé-Lille també arribava a les províncies belgues de Flandes Occidental, Flandes Oriental i Hainaut i, per tant, es va decidir realitzar emissions específicament dirigides al públic belga en francès i neerlandès en col·laboració amb l'INR-NIR. Al mes de febrer de 1952, però, s'establí un enllaç amb els estudis de la RTF a París, i Télé-Lille va passar a emetre méa programació del canal nacional (RTF Télévision), emetent menys programació pròpia. A partir del 1953, l'antena de Télé-Lille permité que es realitzaren emissions de la INR Télévision Expérimentale Belge a través de seu canal, connectant amb la RTF fins 1956. El caràcter experimental de la televisió va durar fins a la fi de l'Exposició Universal de 1958.
El canal, en un principi, era propietat d'INR (Institut National de Radiodifusió), fins que l'any 1960 l'ens RTB se n'apropia per la llei Harmel, projectada i aprovada pel parlament central. El nou ens ha de garantir, endemés, les primeres emissions en neerlandès. Així es constitueixen dues empreses, l'RTB (Radiodifusió-Televisió Belga) i el BRT (Ràdio i Televisió Belga). El director del canal era triat pel mateix rei. Cap als anys 1970 l'RTB ja només representa la comunitat francòfona i així s'inicien altres processos de mutació de La Une que el porten a ser el primer canal públic de parla francòfona de Valònia. Ja cap als anys 1990 l'ens pública mixa el seu capital amb propietat privada.
Entre la introducció del color l'any 1971 i l'any 1977, l'únic canal de la RTB es va desdoblar amb un canal en VHF i un altre en UHF. Així, alguns programes, produïts en blanc i negre, s'emetien al canal en VHF, mentre que els programes produïts en color s'emetien al nou canal en UHF, l'àrea de cobertura del qual s'estengué al 1977, sent transformat en RTBis, primer com a desdoblament a les nits i, després, com a nou canal independent (Télé 2).